# Pithecia aequatorialis
El Sakí ecuatorial (Pithecia aequatorialis) es una especie de Sakí, un tipo de primate platirrino natural de las selvas del Perú y sur del río Napo en Ecuador (América del Sur).
Se alimenta principalmente de fruta y hojas de los árboles en los que vive.
Es una especie gregaria, vive en grupos de uno a cuatro individuos y tiene hábitos diurnos.